# Бернатович III
Бернатович III (пол. Bernatowicz III) — шляхетський герб, наданий в австрійській Польщі, різновид герба Сухекомнати.

## Опис герба
Щит розсічено в золото і червоний колір, поверх яких бурий мисливський ріг, з набитками і мотузкою двуподільними в обернених до поля кольорах.
Клейнод: п'ять пер страуса; дві золоті між трьома червоними.
Намет червоний, підбитий золотом.

## Найбільш ранні згадки
Наданий Грегору (Григорію) Бернатовичу разом з першим ступенем шляхетства (Edler von) в Королівстві Галичини та Володимирії у 1789 році.

## Роди
Бернатовичі (Bernatowicz).